# Nihoa courti
Nihoa courti là một loài nhện trong họ Barychelidae. Loài này phân bố ờ New Guinea.